# Zhongpu
Zhongpu (chinesisch 中埔鄉, Pinyin Zhōngpǔ Xiāng, Pe̍h-ōe-jī Tiong-po͘-hiong) ist eine Landgemeinde (鄉,  Xiang) im Landkreis Chiayi der Republik China auf Taiwan.

## Lage
Zhongpu liegt im Südosten des Landkreises Chiayi. Das Gemeindegebiet eine rundliche Form (mit einem Durchmesser von etwa 12 Kilometern) mit einem Ausläufer, der ca. 6 km nach Westen ragt. Die angrenzenden Gemeinden sind Fanlu im Norden und Osten, Dapu im Süden, der Stadtbezirk Baihe von Tainan im Südwesten und Shuishang im Westen. Im Nordwesten grenzt Zhongpu an die Stadt Chiayi.
Im Norden und Nordwesten bildet der Fluss Bazhang (八掌溪,  Bāzhǎng Xī) über einen längeren Abschnitt die Grenze zur Nachbargemeinde Fanlu. Nach Westen hin wird die Topographie immer flacher und geht in die Jianan-Ebene über. Im Osten hat Zhongpu Anteil am Alishan-Mittelgebirge.

## Geschichte
Zur japanischen Zeit (1895–1945) war Zhongpu ab dem 1. Oktober 1920 ein ‚Dorf‘ (庄,  Zhuāng) in der Präfektur Tainan. Nach Übernahme Taiwans durch die Republik China wurde 1946 aus der Präfektur der Landkreis Tainan und Zhongpu wurde zu einer ‚Landgemeinde‘ (鄉,  Xiang). Am 25. Oktober 1950 wurde aus Teilen des Landkreises Tainan der neue Landkreis Chiayi gebildet und seitdem gehörte Zhongpu zum Landkreis Chiayi.
Im Oktober 1964 erfolgte eine kleine Gebietsanpassung, wodurch Zhongpu einige Gebiete im Osten an die Nachbargemeinde Fanlu verlor.

## Bevölkerung
Ende 2017 gehörten 217 Personen (etwa 0,5 %) den indigenen Völkern an.
| Gliederung von Zhongpu |
|                        |

## Administration

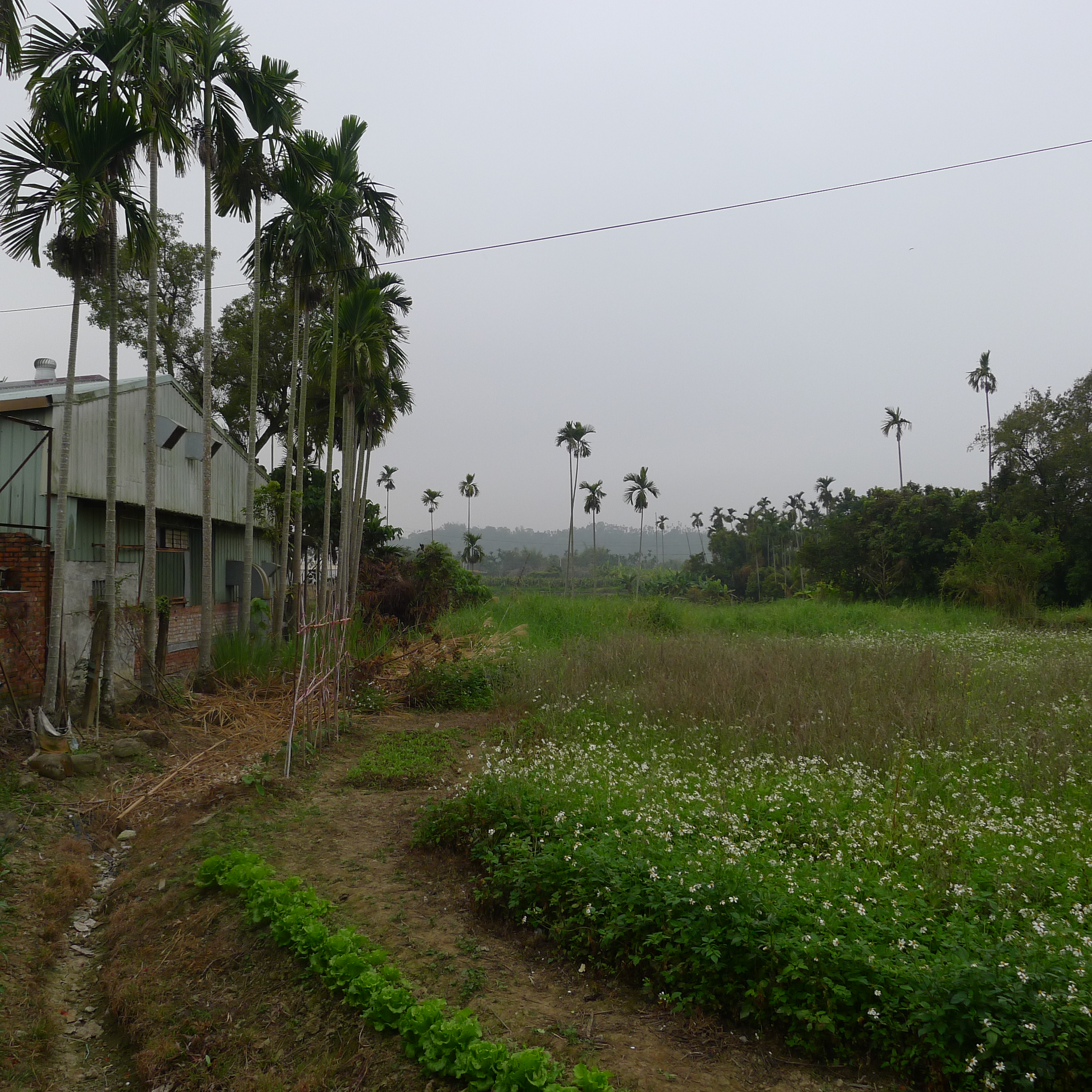
Im Dorf Jinlan

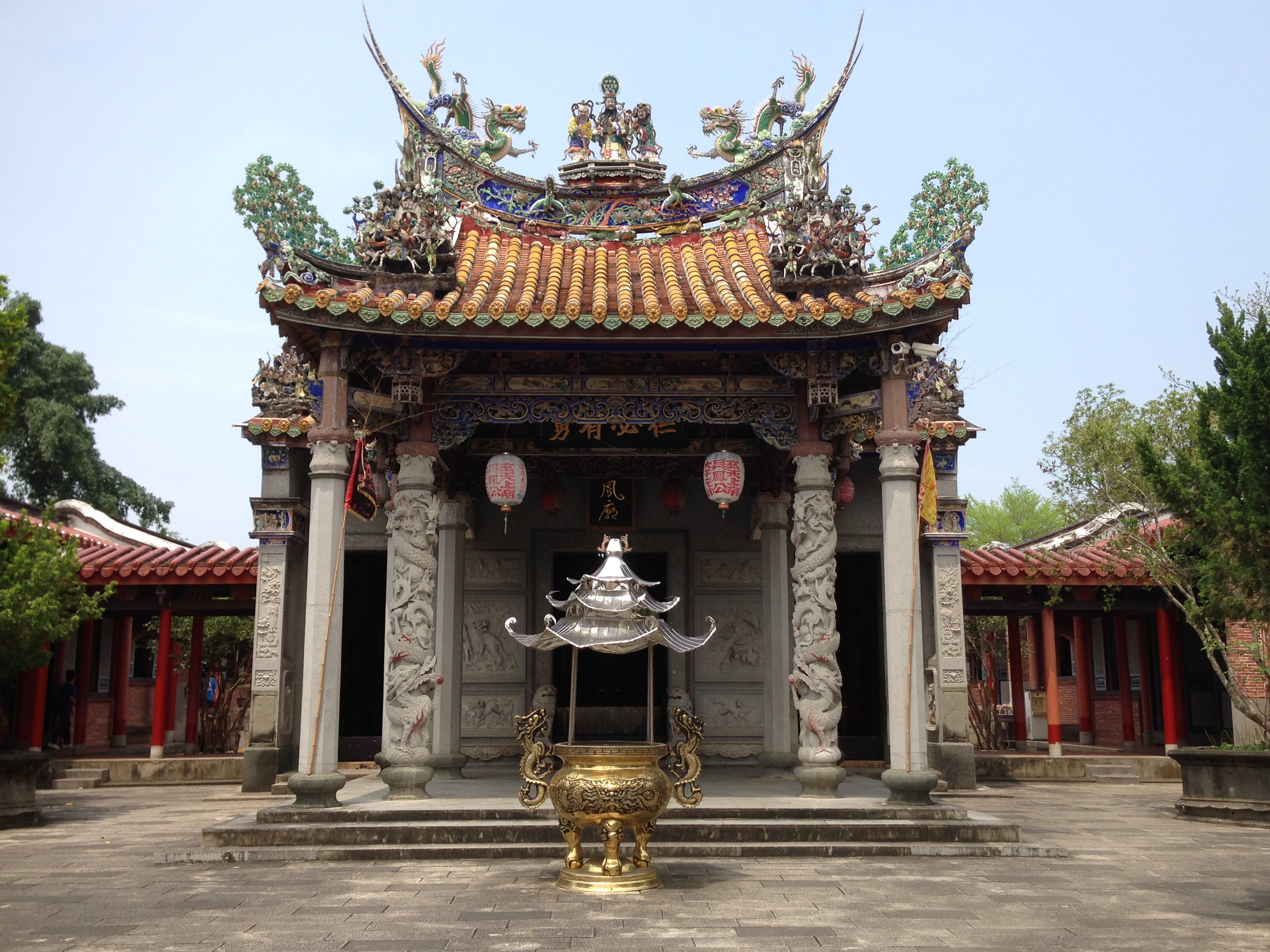
Wufeng-Tempel

Zhongpu ist in 22 Dörfer (村,  Cūn) eingeteilt:
1 Hexing (和興村)

2 Hemu (和睦村)

3 Hemei (和美村)

4 Fushou (富收村)

5 Jinlan (金蘭村)

6 Yumin (裕民村)

7 Yiren (義仁村)

8 Longxing (隆興村)

9 Yenguan  (塩舘村)

10 Shekou (社口村)

11 Wantan (灣潭村)

12 Shinong  (石硦村)

13 Zhongpu (中埔村)

14 Longmen (龍門村)

15 Tongren (同仁村)

16 Dingpu (頂埔村)

17 Ruifeng (瑞豐村)

18 Yunshui (沄水村)

19 Shenkeng (深坑村)

20 Sanceng (三層村)

21 Dongxing (東興村)

22 Zhonglun (中崙村)

## Verkehr
Im Westen verläuft die Autobahn (Nationalstraße) 3 am östlichen Stadtrand von Chiayi vorbei und kreuzt dabei auch das Gebiet von Zhongpu. Im Norden von Zhongpu verläuft in West-Ost-Richtung die Provinzstraße 18 und biegt später Richtung Norden ab. Die Provinzstraße 3 kommt von Norden, verläuft etwa durch die Mitte Zhongpus und biegt später nach Osten ab. Von ihr zweigt sich die Kreisstraße 172 ab, die weiter nach Süden führt.

## Sehenswürdigkeiten und Tourismus
Die hauptsächlichen Sehenswürdigkeiten liegen im Bereich der Natur. Der größte Teil Zhongpus gehört zum Nationalen Landschaftsgebiet Siraya (西拉雅國家風景區,  Xīlāyǎ Guójiā Fēngjǐng Qū), einem der amtlich ausgewiesenen Gebiete des Naturtourismus in Taiwan, das östlich der Autobahn 3 beginnt. Eine Sehenswürdigkeit sind die heißen Quellen im Dorf Zhonglun (澐水溪溫泉,  Yúnshuǐ Xī wēnquán, ).
Der Wufeng-Tempel (吳鳳廟,  Wúfèng miào, ) im Dorf Shekou wurde im Jahr 1820, zur Regierungszeit Jiaqings, gegründet. Im Jahr 1906 wurde der Tempel durch das Meishan-Erdbeben zerstört und anschließend mit Unterstützung der japanischen Verwaltung wieder aufgebaut. Weitere Um- und Anbauten erfolgten 1931 und 1985.